# Tom Tolbert
Pour les articles homonymes, voir Tolbert.
Byron Thomas « Tom » Tolbert, né le 16 octobre 1965 à Long Beach en Californie, est un joueur américain de basket-ball ayant notamment évolué en NBA au poste d'ailier fort.
Après avoir passé sa carrière universitaire dans l'équipe des Cowboys du Wyoming, il a été drafté en 34e position par les Hornets de Charlotte lors de la Draft 1988 de la NBA.